# Anastas Hristodulo
Anastas Hristodulo war ein Rechtsanwalt und Gymnastikenthusiast aus Serbien. 1905 übersetzte er eine deutsche Broschüre über die damaligen Fußballregeln in die Serbische Sprache, welches das erste seiner Art war und veröffentlichte sie unter dem Namen Loptanje nogom, wodurch er die einheitliche Ausübung des Fußballs in Serbien ebnete. Er gehört somit zu den bedeutendsten Fußballpionieren in der Geschichte des serbischen Fußballs. Er war Gymnastiklehrer der Prva beogradska gimnazija, des Ersten Belgrader Gymnasiums.